# Данилин, Иван Никитович
Иван Никитович Данилин (28 августа [10 сентября] 1907 года — 31 января 1945) — командир 2-го мотострелкового батальона 26-й гвардейской Севской механизированной бригады 7-го гвардейского механизированного корпуса 60-й армии Центрального фронта, Герой Советского Союза (1943).

## Биография
Родился 10 сентября 1907 года в селе Куженкино (ныне посёлок городского типа Тверской области) в крестьянской семье. Русский. Окончив 6 классов, начал трудовую деятельность.
В Красной Армии с 1929 года. Окончил полковую школу, был командиром отделения, старшиной роты. После действительной военной службы работал в Бологовском районном совете Осоавиахима.
В 1939 году вновь призван в Красную Армию, окончил курсы усовершенствования командного состава. Участвовал в советско-финляндской войне 1939-40 годов, на которой был ранен. В 1942 году окончил курсы «Выстрел». Член ВКП(б) с 1943 года. В действующей армии с октября 1942 года. Воевал на Калининском фронте. Ранен в боях за Великие Луки.
Вверенный гвардии капитану Ивану Данилину 2-й мотострелковый батальон 26-й гвардейской механизированной бригады (7-й гвардейский механизированный корпус, 60-я армия, Центральный фронт) в ночь на 25 сентября 1943 года под ураганным огнём противника первым из бригады переправился на правый берег Днепра севернее Киева.
За один следующий день воины батальона под командованием гвардии капитана Данилина отразили шесть вражеских контратак.
При расширении плацдарма у деревни Домантово Чернобыльского района Киевской области командир батальона Данилин с одной из рот зашёл во фланг противнику и внезапно атаковал его, захватив восемь орудий, большое количество снарядов и другого вооружения.
Указом Президиума Верховного Совета СССР от 17 октября 1943 года за образцовое выполнение боевых заданий командования на фронте борьбы с немецко-фашистским захватчиками и проявленные при этом мужество и героизм гвардии капитану Данилину Ивану Никитовичу присвоено звание Героя Советского Союза с вручением ордена Ленина и медали «Золотая Звезда» (№ 1223).
В ходе Висло-Одерской операции 24 января 1945 года в бою при уничтожении окруженной немецкой группировки северо-восточнее польского города Радомско командир батальона гвардии майор Данилин был тяжело ранен. 31 января 1945 года от полученных ран он скончался. Похоронен во Львове на холме Славы.

## Память
- Именем Героя названа улица в городе Бологое Тверской области.